# Nécropole ibérique du Corral de Saus
La Nécropole ibérique du Corral de Saus est un site archéologique situé dans la ville de Moixent (comarque de Costera), dans la province de Valence en Espagne. 
,.
La nécropole, datant du IVe siècle av. J.-C., tire son nom d'une ancienne habitation rurale proche aux terres où elle se trouvait, abandonnée et dévastée en 1971, lors de la découverte du site archéologique. Elle est proche du site de La Bastida de les Alcusses.

## Description
La nécropole est située dans la vallée de la rivière Cànyoles, où s'installa un village ibérique des Contestani, aujourd'hui complètement détruit. 
Parmi les découvertes les plus remarquables figurent celles de plusieurs tombes dans lesquelles des restes sculpturaux ont été réutilisés comme matériaux de construction, comme les restes des Dametes et de la Sirena. De nombreux fragments ont été identifiés dont un buste aux yeux en amande et au sourire archaïque, et qui pourrait correspondre au buste de la sirène, et un bloc avec un bas-relief représentant un cavalier. De vastes zones de pavés, de pierres de taille, de blocs avec des restes de décoration et des tombes protégées par de petites pierres ont également été découvertes. Parmi les céramiques, on trouve des fragments et des pièces à décor géométrique et floral, zoomorphes avec des oiseaux, des poissons, des sphinx et des humains.
Les découvertes semblent indiquer une phase finale de la nécropole correspondant au  IIIe siècle av. J.-C., dans laquelle des matériaux architecturaux et sculpturaux d'une période antérieure ont été réutilisés. Les matériaux architecturaux et sculpturaux réutilisés proviendraient probablement d'un monument de type pilier-stèle, qui inclurait les Dametes dans la finition et où serait placée la figure de la Sirène, éventuellement un tumulus princier des VIe et Ve siècles av. J.-C..

## Galerie

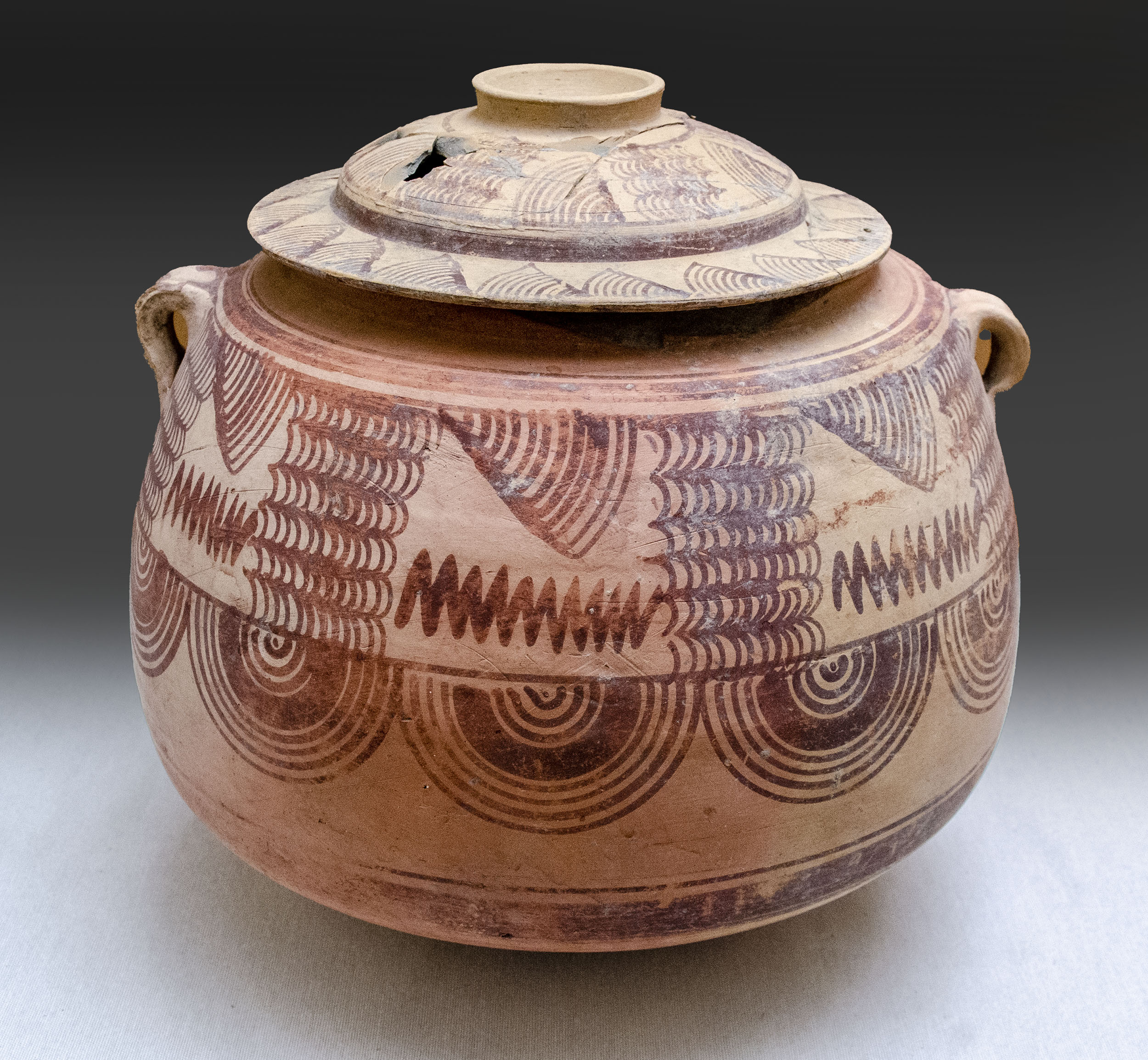
Urne funéraire.
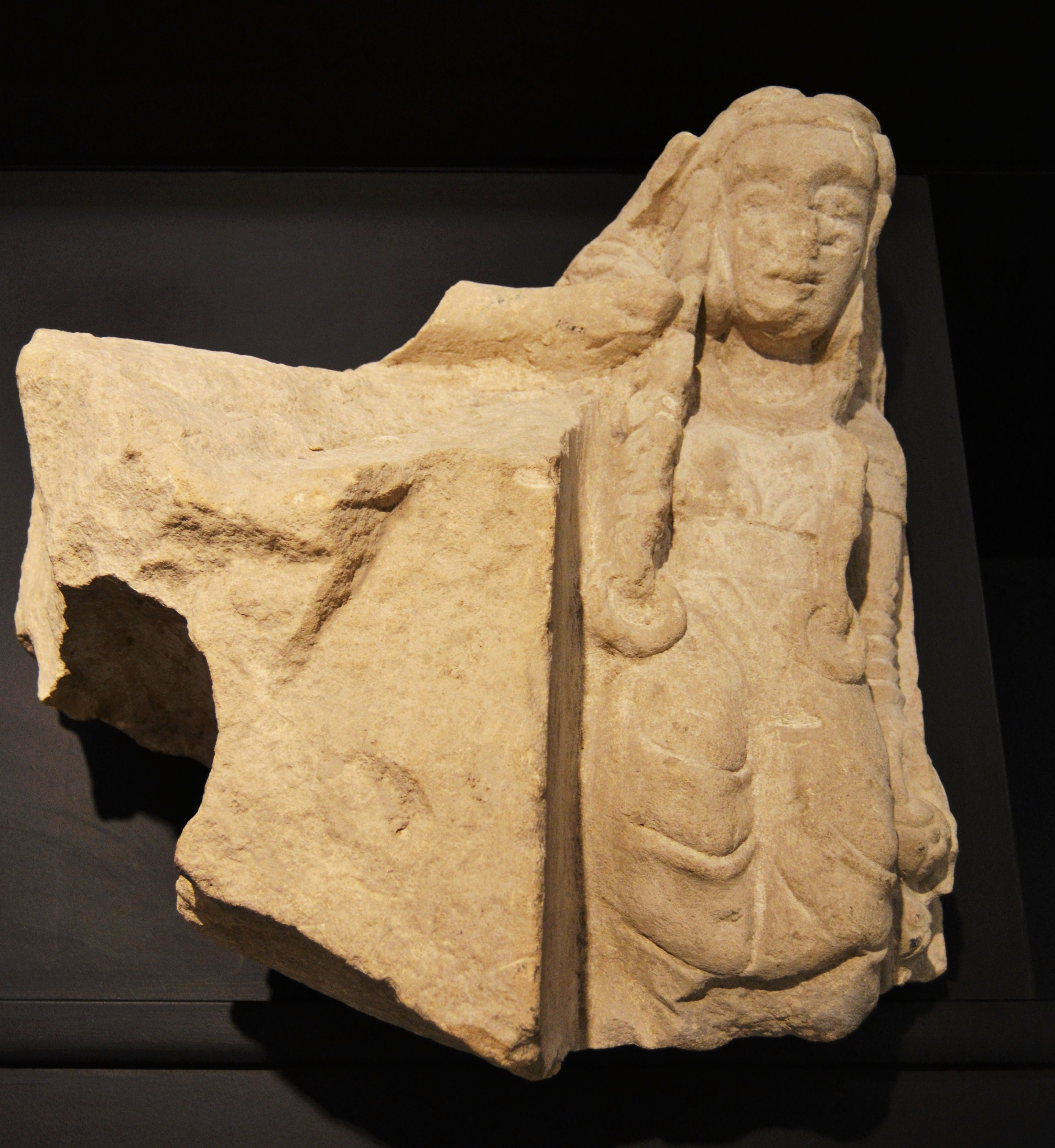
Dameta de la nécropole de Corral de Saus (une partie d'un pilier-stèle).
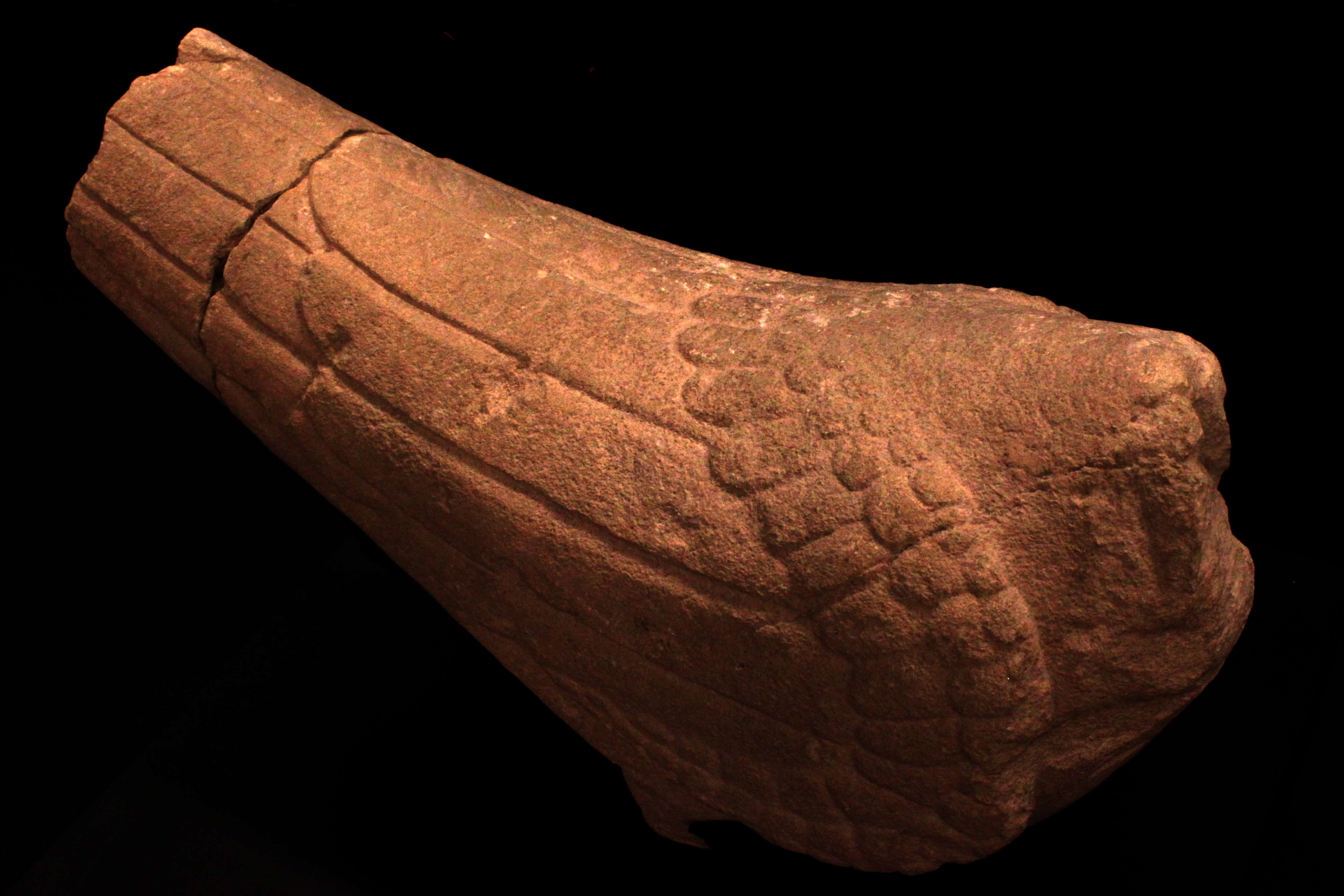
Élement d'un monument funéraire.
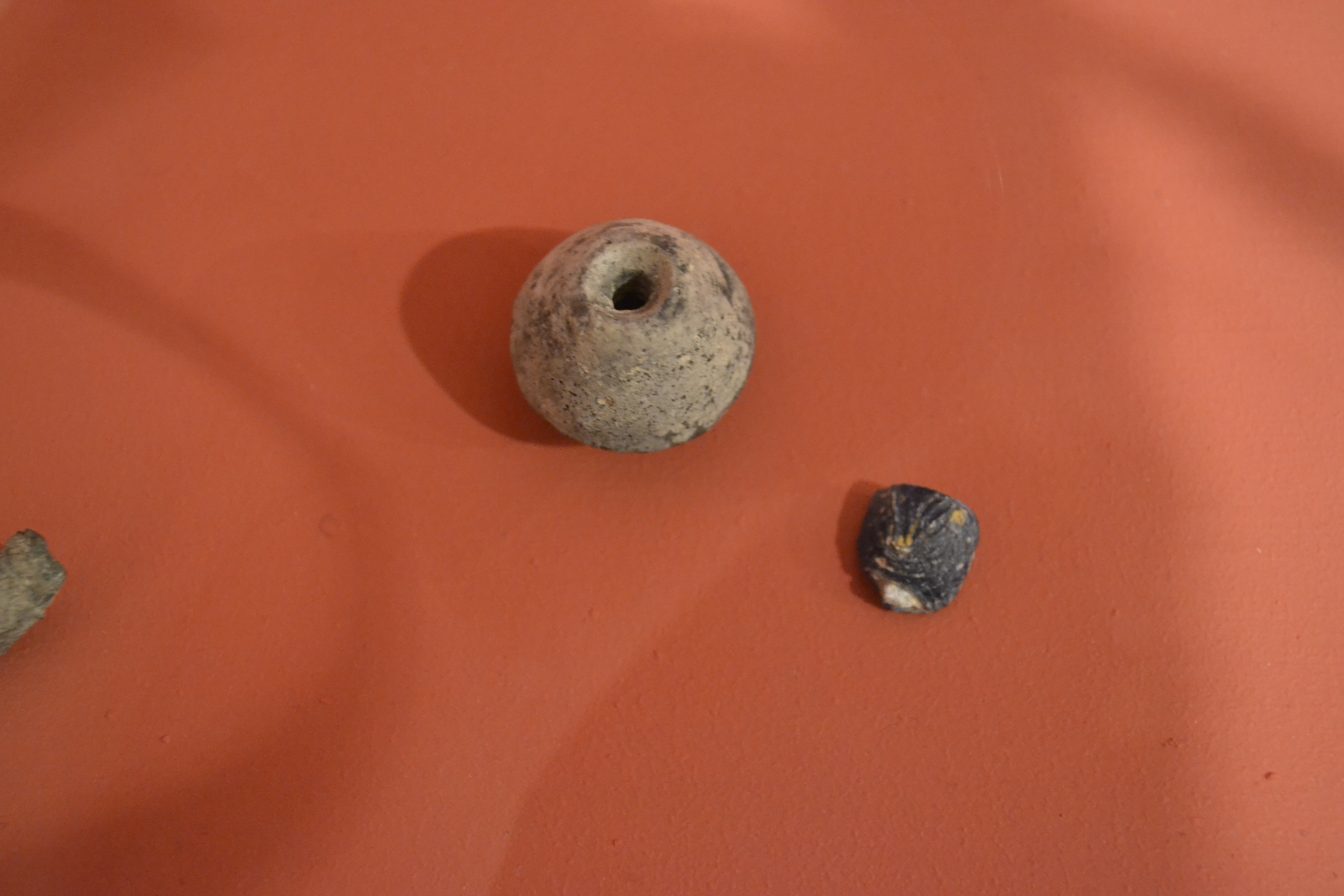
Objets trouvés dans une tombe.